# Huasong-6
Huasong-6 − północnokoreański rakietowy pocisk balistyczny, będący pochodną radzieckich rakiet R-17 Elbrus.
Prace nad rozszerzeniem zasięgu rakiet Huasong-5 rozpoczęły się w 1988 roku. Pierwszy test rakiet odbył się w czerwcu 1990. Jeszcze tego samego roku (bądź rok później) rozpoczęto masową produkcję rakiet. Typ Huasong-6 został zastąpiony przez Rodong-1.
Rakiety Huasong-6 posiadały ulepszony system naprowadzania (CEP 50 m), zasięg 700 km oraz masę ładunku równą 800 kg. Parametry rakiety są identyczne z tymi jakie posaida Huasong-5. W 1999 Korea Północna posiadała od 600 do 1000 rakiet Huasong-6 (z czego 25 sztuk zostało użytych w testach, 300-500 zostało wyeksportowanych a 300-600 pozostało w Koreańskiej Armii Ludowej).
Typ Huasong-6 został wyeksportowany do Iranu i Syrii gdzie przyjął oznaczenie Shahab-2, gdzie są produkowane na licencji chińskiej. 

## Państwa posiadające rakiety Huwasong-6
- Demokratyczna Republika Konga
- Kuba
- Iran – w użyciu "Shahab-2"
- Birma – 11 sztuk dostarczonych w 2009
- Korea Północna – ponad 600 sztuk
- Egipt – 40–50 sztuk
- Syria – w użyciu zarówno typ "Shahab-2" jak i "Huasong-6"
- Wietnam

## Niepotwierdzone
- Sudan - w 2004 Sudan rzekomo otrzymał platformy Scud-C (Huasong-6) i Scud-D od Syrii.